# Баткін Едуард Петрович
Едуард Петрович Баткін (рос. Эдуард Петрович Баткин; нар. 16 травня 1947, Одеса, УРСР) — російський футбольний тренер, який спеціалізується на роботі з жіночими командами. Чемпіон світу, багаторазовий чемпіон Росії. Заслужений тренер Росії.

## Життєпис
Народився в Одесі у сім'ї військового, дитячі роки провів на Крайній Півночі. Тренерську кар'єру у футболі розпочинав за радянських часів у системі ЦСКА з чоловічими командами, у тому числі працював у київському СКА та у Центральній групі військ у Чехословаччині.
Після звільнення з армії на початку 1990-х років переїхав до Санкт-Петербурга, де почав працювати в клубі «Прометей-Динамо» із новоствореною жіночою командою. Через короткий час на базі «Прометея» створили клуб «Аврора», який виступав у великому футболі та міні-футболі. Понад 25 років Баткін працює президентом та головним тренером клубу. Під його керівництвом «Аврора» стала багаторазовим чемпіоном та призером чемпіонату Росії з міні-футболу, володарем та фіналістом Кубку Росії. У великому футболі команда під його керівництвом провела два сезони у вищій лізі Росії (2006-2007). У 2002—2007 роках зі своїм клубом виступав у змаганнях з футзалу, декілька разів приводив команду до російського чемпіонства та перемоги у Кубку європейських чемпіонів.
У 2006 році очолював жіночу збірну Росії з футзалу, що стала переможцем чемпіонату світу.
Також станом на 2010-ті роки – віце-президент Федерації футболу Санкт-Петербурга, згодом – член виконкому міської федерації футболу. Нагороджений званнями «Заслужений працівник фізичної культури», «Заслужений тренер Росії».

## Досягнення
- Чемпіонат Росії з міні-футболу серед жінок
  -  Чемпіон (5): 2009/10, 2013/14, 2015/16, 2017/18, 2018/19
  -  Срібний призер (9): 1996/97, 1997/98, 1998/99, 1999/2000, 2001/02, 2008/09, 2009/10, 2013/14, 2014/15
  -  Бронзовий призер (5): 1995/96, 2000/01, 2007/08, 2010/11, 2016/17

- Кубок Росії з міні-футболу
  -  Володар (7): 1995, 1996, 1998, 2000, 2009/10, 2015/16, 2017/18
  -  Фіналіст (6): 1999, 2010/11, 2011/12, 2012/13, 2016/17, 2018/19

- Чемпіонат Росії з футзалу
  -  Чемпіон (4): 2002, 2004, 2006, 2010

- Кубок Росії з футзалу
  -  Володар (2): 2003, 2005

- Кубок європейських країн з футзалу
  -  Володар (3): 2003, 2004, 2005

- Чемпіонат світу з футболу
  -  Володар (1): 2006